# Dudinka

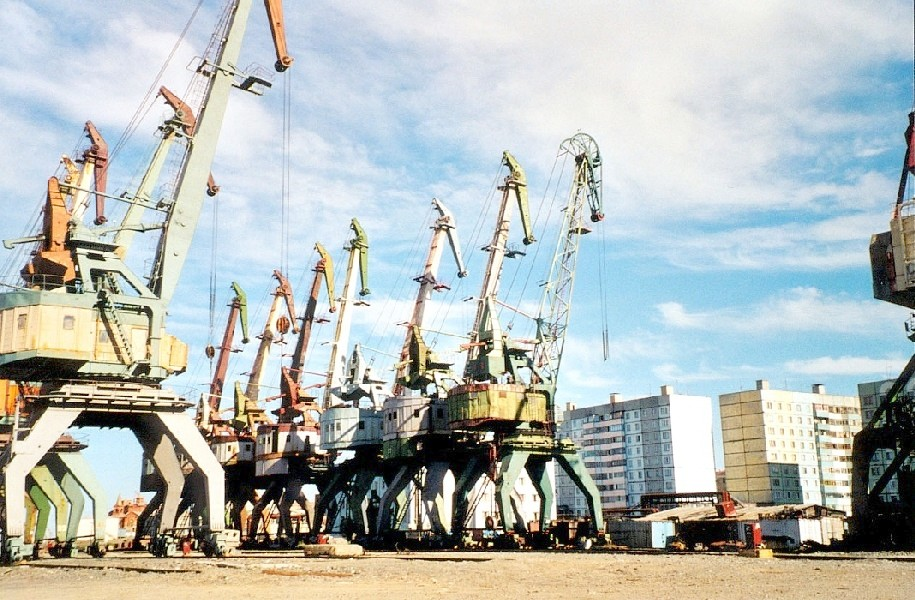
Porto de Dudinka

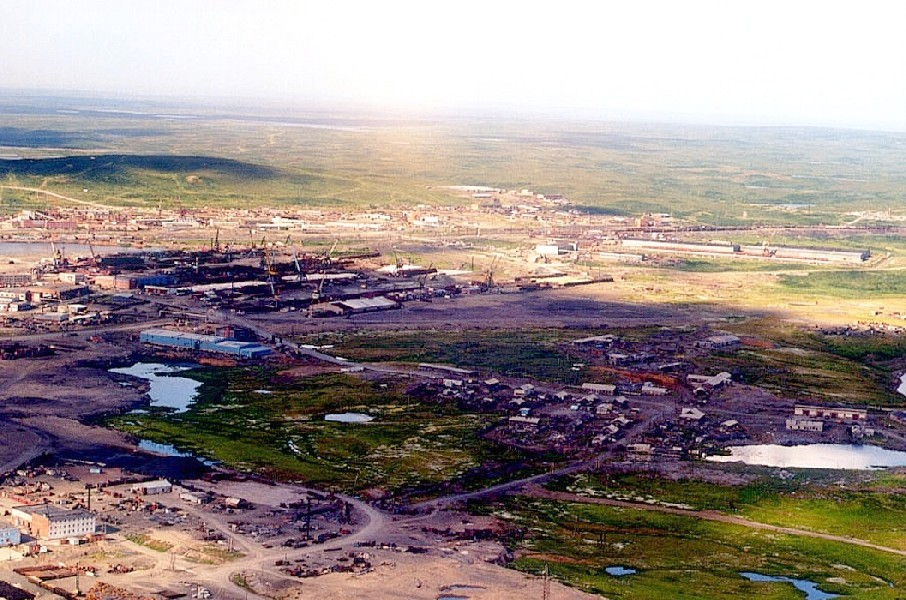
Porto de Dudinka

Dudinka (em russo:  Дуди́нка) é uma cidade no Krai (província) de Krasnoyarsk, na Rússia.  
Foi o centro administrativo do Okrug (distrito) Autônomo da Taymyria, que foi assimilado pelo Krai de Krasnoyarsk em 1 de janeiro de 2007. É um porto no rio Ienissei, acessível a navios marítimos.
A cidade foi fundada em 1667 como uma colônia de inverno, e recebeu o status de cidade em 1951. Dudinka é a terra natal da famosa poetisa russa Olga Martynova.[carece de fontes?]

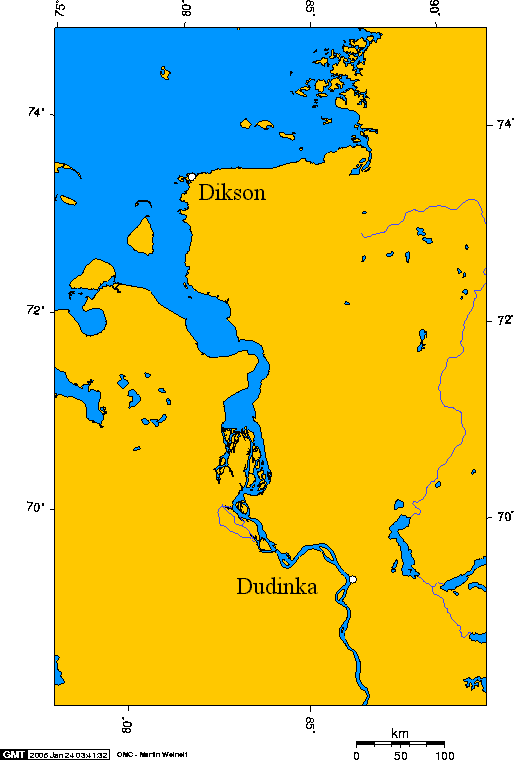
Dudinka e Dikson no estuário do rio Ienissei

O porto de Dudinka processa mercadorias e as envia para a mineradora MMC Norilsk Nikel e despacha metais não-ferrosos, carvão and minério. Em 1969 o gasoduto Messoyakha-Dudinka-Norilsk foi inaugurado. A população é de 25.132 pessoas, de acordo com o censo russo de 2002, e a cidade é servida pelo pequeno Aeroporto de Dudinka.

## História
Como em muitos outros lugares da Rússia, os pioneiros destas terras foram aqueles que foram condenados a trabalhos forçados, em autênticos campos de concentração. Delinquentes comuns não eram enviados para lá.
A pequena ilha próxima que mantinha a prisão preferida de Stalin se chama Norlag. Primeiro chegaram os oficiais das repúblicas bálticas; depois os poloneses. Foram os presos que com picareta e pá, no meio do perpétuo congelamento, construíram as primeiras pedreiras, a fábrica e a velha cidade. No meio do frio polar trabalhavam mal vestidos 12 horas diárias.

## Economia
A empresa Norilski Nikel, é o principal grupo industrial da região.
Evidente que as enormes riquezas naturais do subsolo justificam a presença do homem em condições tão desumanas. Toda comunicação com o resto da Rússia, é feita por cabo marítimo, fluvial e aéreo. Para transportar os metais que produz, o grupo industrial construiu toda uma frota de quebra-gelos e navios de transporte capazes de navegar ente as geleiras durante a maior parte do ano.
Durante o breve verão, a frota fluvial se encarrega de transportar tudo o que for necessário para a vida durante o longo inverno pelo rio Yenisei até o porto de Dudinka, que junto com a ferrovia local também pertence ao grande grupo empresarial.
A empresa também se encarrega do descanso de seu pessoal, que desfruta de férias de 90 dias por ano, e o montante de seus programas sociais chega a três bilhões de rublos (cerca de 80 milhões de euros). Além do enorme hotel Zapoliarie (Transpolar), o melhor do balneário russo de Sochi nas margens do Mar Negro e propriedade do consórcio, cobre grande parte da despesa de férias de seus trabalhadores. Deste modo, duas semanas na Bulgária custa para um operário da empresa o simbólico preço de 1.500 rublos (menos de 40 euros), e duas semanas nas praias da Espanha valem junto com o voo cerca de 12 mil rublos (300 euros).

### Energia
Salvo pelas provisões de alimentos, e nem todos, Dudinka e Norilsk são praticamente cidades autossuficientes. As centrais elétricas geram energia, o gás e o petróleo são extraído de jazidas locais e processados em plantas que também pertencem à indústria.

## Geografia
Três meses por ano, de novembro a fevereiro, o sol não nasce por lá e somente a aurora boreal rompe a escuridão da longa noite. Em troca, de maio a junho o sol não desaparece do horizonte e é sempre dia. O clima é caracterizado pelo frio intenso no inverno e frio ameno no verão. Nas demais estações, chove. A temperatura média de verão é de 15ºC.

## População
A arrasadora maioria da população é jovem, que chega atraída pela possibilidade de fazer uma rápida carreira profissional e gozar de condições econômicas que dificilmente conseguiria em outra parte da Rússia. Uma vez lá, começam a trabalhar para preparar sua volta a parte europeia do país. Com este fim o consórcio investe na construção de casas na Rússia Central. Para conseguir um apartamento em outra cidade basta trabalhar dez anos na Dudinka ou em Norilsk.

## Transportes
Os ônibus de lá são especiais e capazes de continuar em funcionamento no meio de qualquer tempestade.

## Turismo
Para a primeira viagem a Dudinka ou Norilsk, onde já em outubro a temperatura pode chegar a -30ºC deve-se carregar a bagagem de roupa térmica, peças grossas de lã etc. Existe sempre o forte calor artificial de aquecedores que invade toda a cidade, apesar das casas serem erguidas sobre o gelo perpétuo, que se estende sob seus alicerces até cerca de 100 metros de espessura.
A exceção é a rua, onde as temperaturas atingem às vezes os -60ºC com ventos fortes. Certo é que a rua é adaptada como em nenhum outro lugar da Rússia para proteger o transeunte dos ventos árticos. Os prédios têm forma de quadrado, para proteger os pátios interiores do vento, e sob os arcos que levam para dentro das edificações há varandas que ajudam a suportar as investidas dos furacões árticos.
Na vizinha Norilsk há uma cafeteria que se chama El Cocotero, o centro recreativo possui as aulas de salsa e danças hindus.
O otimismo de alguns é tal que inclusive transformaram o lago local Dolgoye, situado entre a cidade e a zona industrial, em uma autêntica praia, onde se toma banho quase com qualquer tempo. Até pouco tempo o lago recebia despejo químicos da central elétrica, mas nos últimos anos as autoridades melhoraram a ecologia da região.
Mais de 200 pessoas integram o clube "Morsas de Taymir", capazes de ficarem nus a -50ºC e mergulhar nas águas, abertas a machadadas na grossa carapaça de gelo que cobre o lago.